# 基特韋縣

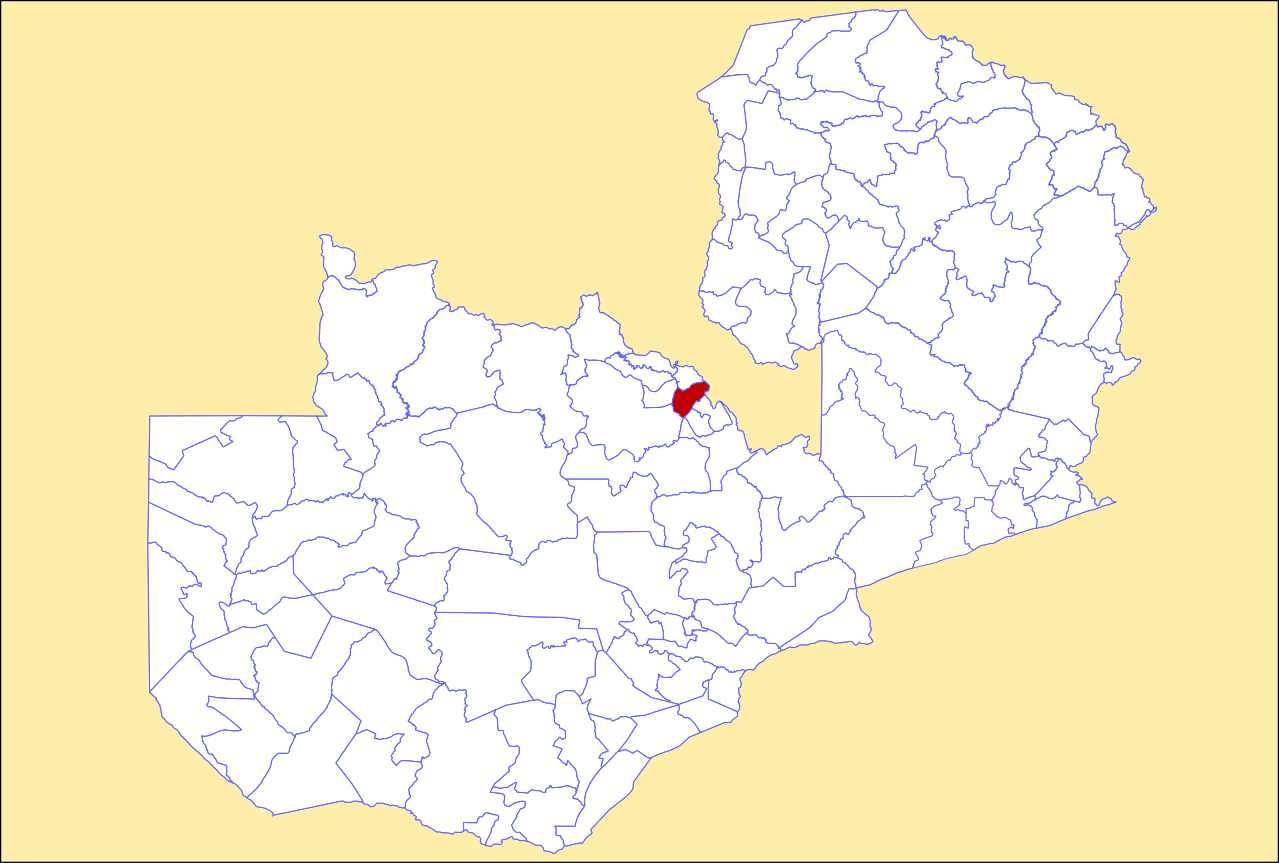

12°45′S 28°15′E / 12.750°S 28.250°E
基特韋縣（英語：Kitwe District），是贊比亞的縣份，位於該國中部，由銅帶省負責管轄，首府設於基特韋，面積777平方公里，2010年人口517,543，人口密度每平方公里666.1人。